# Hochschulen für Angewandte Wissenschaften Hessen
Die Hochschulen für Angewandte Wissenschaften Hessen (HAW Hessen) ist ein Zusammenschluss der fünf staatlichen hessischen Hochschulen für Angewandte Wissenschaften (HAWs).

## Organisation
Vorläufer der HAW Hessen waren mehrfach umfirmierte Institutionen, nämlich die «Rektorenkonferenz der Fachhochschulen des Landes Hessen (RHF)» (ab 1972), «Rektorenkonferenz der Hessischen Fachhochschulen (RHF)» (ab 1973), die «Rektorenkonferenz Hessischer Fachhochschulen (RHF)» (ab 1981) und die «Konferenz hessischer Fachhochschulpräsidien (KHF)» (ab 1999).
Mitglieder der zum 1. Januar 2016 neu firmierten «Hochschulen für Angewandte Wissenschaften Hessen (kurz: HAW Hessen)» sind die Hochschule Darmstadt, die Frankfurt University of Applied Sciences, die Hochschule Fulda, die  Technische Hochschule Mittelhessen und die Hochschule RheinMain sowie die Evangelische Hochschule Darmstadt. Die Hessische Hochschule für öffentliches Management und Sicherheit (HöMS) ist seit dem 2. Mai 2023 assoziiertes Mitglied.
Die Geschäftsstelle ist jeweils an derjenigen Hochschule angesiedelt, deren Präsidentin oder Präsident den Vorsitz der HAW Hessen ausübt, dies ist seit 1. Juli 2022 die Hochschule RheinMain. Den Vorsitz hat Eva Waller inne; Leiterin der Geschäftsstelle ist Katrin Große.

## Aufgabe
Kernaufgaben des HAW Hessen ist die Interessensvertretung der hessischen Hochschulen für Angewandte Wissenschaften, die politische Willensbildung, der Dialog mit Politik und Öffentlichkeit sowie die hessische Hochschulpolitik. Außerdem werden auch bildungs- und forschungspolitische Herausforderungen auf nationaler und europäischer Ebene diskutiert. Das Ziel dieser Konferenz ist es, die Wettbewerbsfähigkeit der beteiligten HAWs zu sichern und auszubauen.
Rund 30 Prozent aller hessischen Studierenden sind hier in über 300 Bachelor- und Masterstudiengängen eingeschrieben. An den HAWs besteht neben der kooperativen Promotion auch die Möglichkeit an einem der hochschulinternen oder hochschulübergreifenden Promotionszentren zu promovieren.